# Песенка о снежинке
«Пе́сенка о снежи́нке» (также «Пе́сня о снежи́нке» или «Снежи́нка») — песня из кинофильма «Чародеи», которую, согласно сценарию, исполняет сестрёнка главного героя фильма Нина Пухова (в исполнении Ани Ашимовой) под аккомпанемент столичного ВИА «Поморин», выступавшего на Новогоднем вечере: для фильма песню исполнили Ольга Рождественская и ВИА «Добры молодцы».
В 2002 году Дмитрием Маликовым и поп-группой «Дайкири» (Катя Семенкова и Полина Цветкова) была записана новая версия песни (под названием «Снежинка»), вошедшая в дебютный альбом группы «Любишь — таешь». К ней был снят видеоклип на новогоднюю тематику, в котором, кроме исполнителей, снялись малолетняя дочка Маликова Стефания, а также дочь Бориса Зосимова и сын руководителей радиостанции «Хит FM» Константина Гончарука и Натальи Божко.
В 2008 году панк-рок-группа «Приключения Электроников» перезаписала песню для альбома «Давайте созвонимся!» и также сняла свой видеоклип.
В 2014 году проект Gitarin.Ru совместно с Нарине Котошян записал версию песни только с акустическими гитарами.
В 2016 году Маликов записал новую версию песни с Юлианной Карауловой, в том же году свою версию записал белорусский певец IVAN.